# Соболиное
Соболи́ное — село в Поронайском городском округе Сахалинской области России.

## География
Село находится на берегу реки Владимировка,  на расстоянии 68 км к северо-востоку от города Поронайск, административного центра округа.

## Население
| 2002 | 2010 | 2013 | 2021 |
| ---- | ---- | ---- | ---- |
| 85   | ↘20  | ↘16  | ↘0   |

### Половой состав
Согласно результатам переписи 2002 года, в селе проживало 85 человек (54 мужчины и 31 женщина).

### Национальный состав
Согласно результатам переписи 2002 года, в национальной структуре населения русские составляли 87 % из 85 чел.